# Helicogonus generalensis
Helicogonus generalensis är en mångfotingart som beskrevs av Karl Wilhelm Verhoeff 1943. Helicogonus generalensis ingår i släktet Helicogonus och familjen Spirostreptidae. Utöver nominatformen finns också underarten H. g. dentiger.